# 9662 Frankhubbard
A 9662 Frankhubbard (ideiglenes jelöléssel 1996 GS) a Naprendszer kisbolygóövében található aszteroida. Paul G. Comba fedezte fel 1996. április 12-én.